# 大花嵩草
大花嵩草（学名：Carex nudicarpa）为莎草科嵩草属下的一个种。